# Marine royale jordanienne
La marine royale jordanienne est l'entité navale des Forces armées jordaniennes. Comme la Jordanie est un pays enclavé, sauf à son extrémité sud, avec seulement 26 km de littoral le long du Golfe d'Aqaba, sa Force navale comprend 27 bateaux de patrouille, et dispose d'un effectif total de plus de 700 à l'exclusion du 77e bataillon de reconnaissance. La Force navale est sous le commandement de l'armée.  
La Garde côtière royale a été établie à Aqaba en 1951, où elle reste jusqu'en 1967. La Garde côtière royale a été rebaptisée la Force navale royale jordanienne (Royal Jordanian Naval Force) le 13 novembre 1991.    
En juillet 2010, le commandant de la Marine est le major-général Dari al-Zaben.  

## Organisation en 2010/2015

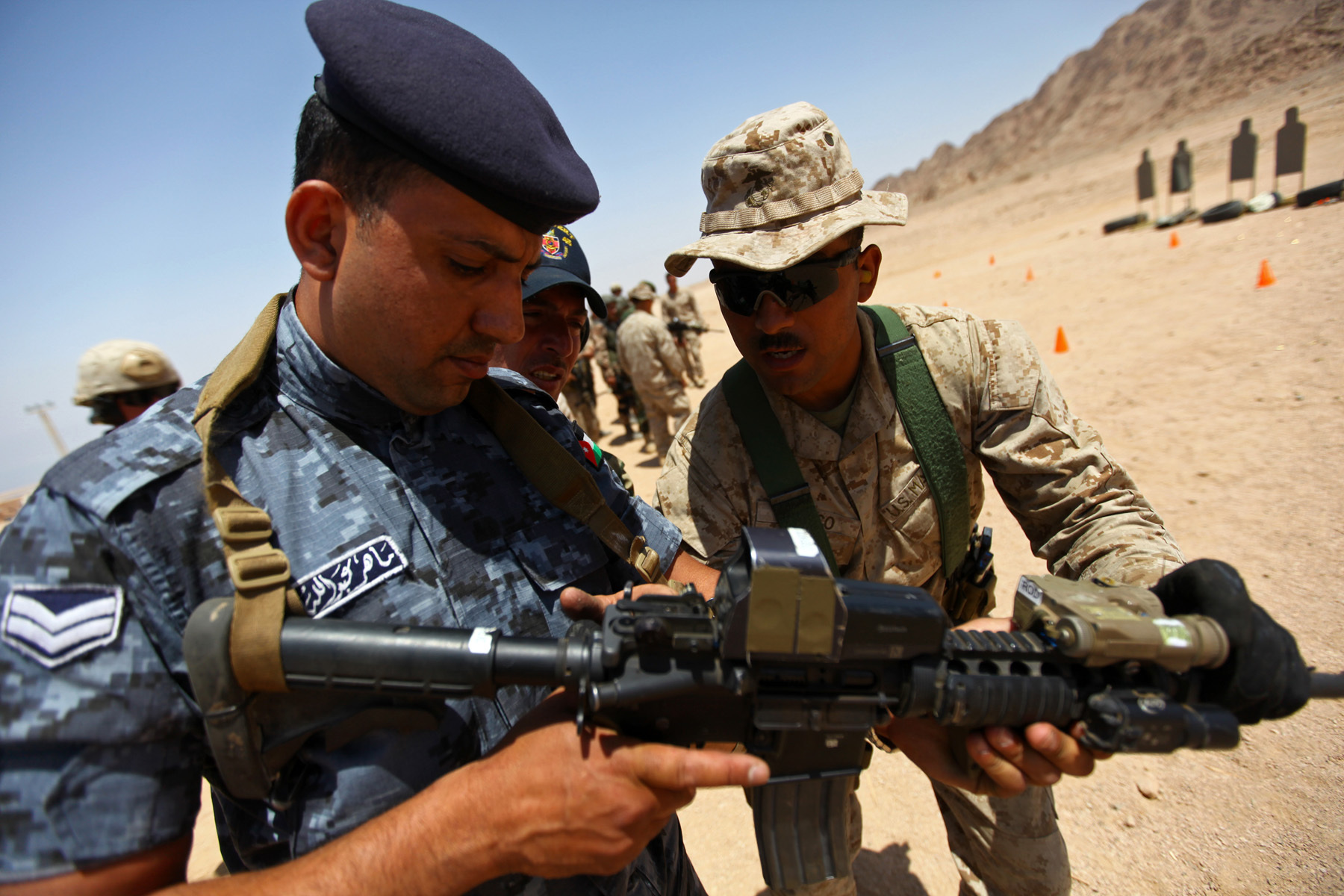
Marine du de reconnaissance jordanien et américain en 2012.

## Base
- Base navale : Aqaba

## Forces maritimes spéciales
- 8 RHIB pour les forces spéciales
- 2 embarcations légères SRB pour les forces spéciales

## Navire de patrouille
- 3 Classe Al-Hussein (canons 2 × 30 mm, canon 1 × 20 mm, mitrailleuses 12,7 mm)
- 2 Classe Al-Hashim (Type 412)
- 8 Classe Abdullah
- 4 Classe Faysal (Bertram)
- 4 Classe Faysal (commandant [Quoi ?])
- 4 AMP-137 PB construit par King Abdullah Design and Development Bureau (en)
- 2 Classe Falcon